# Carlos Purroy
Carlos González Purroy (Pamplona, Navarra, 10 de abril de 1957) es un exfutbolista español que jugaba como defensa. Tras su retirada como futbolista profesional, se ha convertido en un escultor de renombre.
A lo largo de su carrera deportiva disputó 119 encuentros de Primera División. Como escultor, una de sus obras más conocidas, Detente, situada en la Ciudad del Fútbol de Las Rozas, está inspirada en una fotografía de una parada de José Ángel Iribar.

## Biografía
Purroy se formó en la cantera del Athletic Club, donde pasó tres temporadas en el Bilbao Athletic. En la temporada 1979-80 jugó como cedido en la Cultural Leonesa. En 1980 se incorporó al Athletic Club, debutando el 17 de septiembre de 1980 en un encuentro de Copa ante el Castro. Su primer gol en Primera División llegó en su segundo encuentro en la categoría, disputado el 26 de octubre, ante el RCD Espanyol en San Mamés.
Abandonó el club bilbaíno en 1982, después de haber disputado 28 encuentros en dos temporadas. Se incorporó al CA Osasuna, donde pasó cuatro campañas en Primera División. Su último club profesional fue el CD Logroñés, con el que logró un ascenso a Primera División en 1987. Se retiró en las filas del modesto Unió Esportiva Sant Andreu en 1990.

## Clubes
| Club                         | País   | Temporada   |
| ---------------------------- | ------ | ----------- |
| Bilbao Athletic              | España | 1976 - 1979 |
| Cultural y Deportiva Leonesa | España | 1979 - 1980 |
| Athletic Club                | España | 1980 - 1982 |
| CA Osasuna                   | España | 1982 - 1986 |
| CD Logroñés                  | España | 1986 - 1989 |
| Unió Esportiva Sant Andreu   | España | 1989 - 1990 |